# The Goods: Live Hard, Sell Hard
The Goods: Live Hard, Sell Hard är en amerikansk långfilm från 2009 i regi av Neal Brennan, med Jeremy Piven, Ving Rhames, James Brolin och David Koechner i rollerna.

## Handling
Ben Selleck (James Brolin) säljer begagnade bilar i Temecula, Kalifornien. Affärerna går dåligt och han måste sälja 211 bilar över helgen när man firar USA:s självständighetsdag. Han tar in supersäljaren Don Ready (Jeremy Piven) och hans team bestående av Babs (Kathryn Hahn), Jibby (Ving Rhames) och Brent (David Koechner). Men saker och ting går inte som förväntat.

## Rollista
| Jeremy Piven      | – Don Ready      |
| Ving Rhames       | – Jibby Newsome  |
| James Brolin      | – Ben Selleck    |
| David Koechner    | – Brent Gage     |
| Kathryn Hahn      | – Babs Merrick   |
| Ed Helms          | – Paxton Harding |
| Jordana Spiro     | – Ivy Selleck    |
| Tony Hale         | – Wade Zooha     |
| Ken Jeong         | – Teddy Dang     |
| Rob Riggle        | – Peter Selleck  |
| Alan Thicke       | – Stu Harding    |
| Charles Napier    | – Dick Lewiston  |
| Jonathan Sadowski | – Blake          |
| Noureen DeWulf    | – Heather        |
| Wendie Malick     | – Tammy Selleck  |